# L'impresario in angustie
L'impresario in angustie (Den nödställde impressarion) är en italiensk opera (farsa per musica) i en akt (ibland två) med musik av Domenico Cimarosa och libretto av Giuseppe Maria Diodati.

## Historia

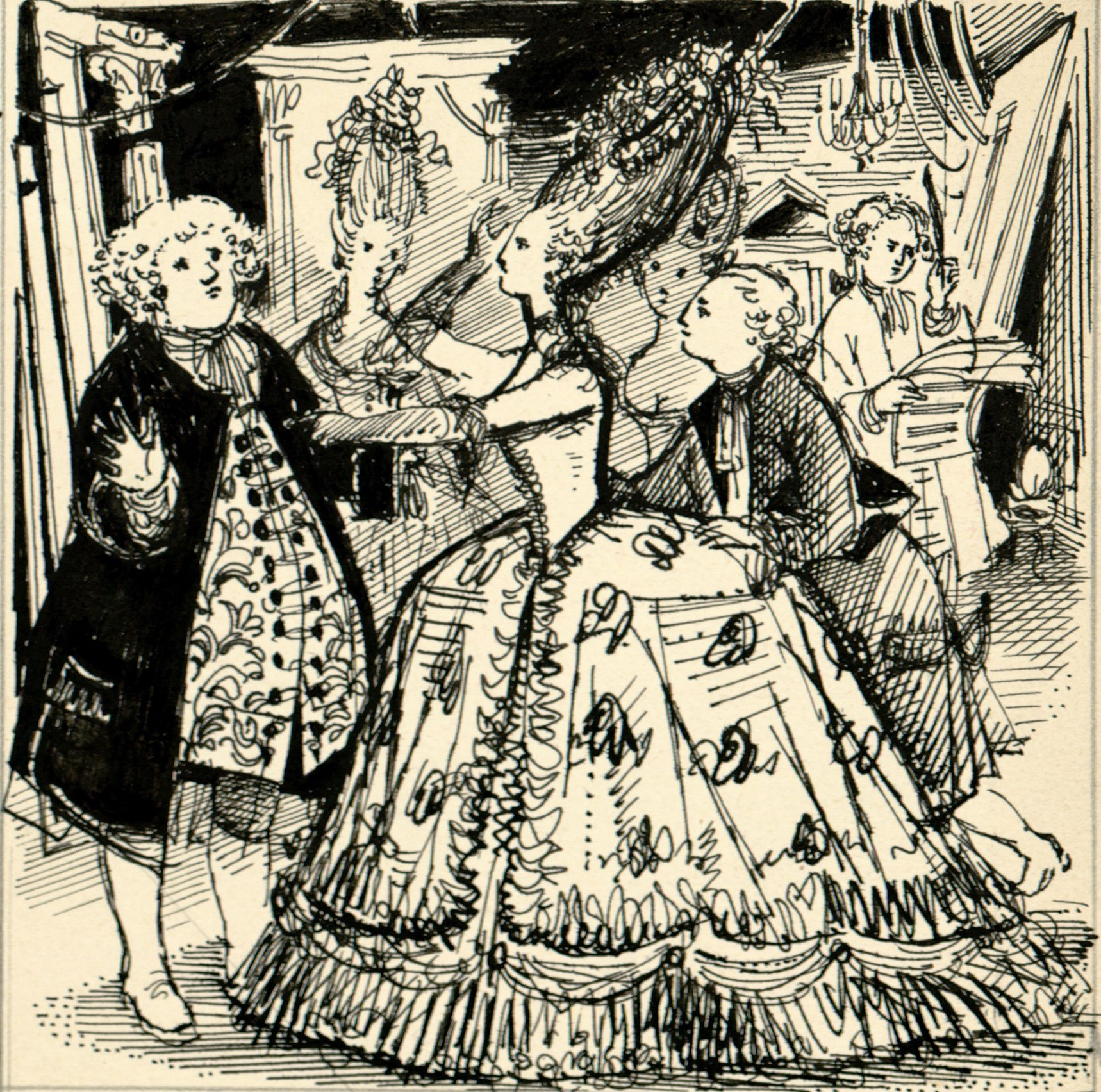

Operan hade premiär i oktober 1786 på Teatro Nuovo i Neapel och blev Cimarosas mest uppförda opera i slutet på 1700-talet. Den första versionen var i en akt och framfördes tillsammans med Il credulo. Senare versioner omgjordes till två akter. Bland de mest berömda numren i arian återfinns duetten "Senti, senti l'augellino" i vilken en soloviolin återskapar en fågels flykt en vårmorgon medelst drillar och glidningar.
I likhet med Mozarts sångspel Teaterdirektören är Cimarosas enaktare också en ironisk kommentar till tidens kiv och intriger i teatervärlden. Vid en föreställning 1787 i Rom befann sig Goethe bland publiken och tio år senare lät han uppföra stycket i Weimar utvidgat med Mozarts musik till Teaterdirektören. Svensk premiär den 28 april 1799 på Arsenalsteatern i Stockholm.

## Personer
- Fiordispina (sopran)
- Doralba (sopran)
- Merlina (sopran)
- Don Cristobolo (bas)
- Don Perizonio Fattapane (bas)
- Gelindo Scagliozzi (tenor)
- Strabinio (bas)

## Handling
En impressario har problem med sina bångstyriga sångerskor.